# Euastrum pinnatum
Euastrum pinnatum là một loài Song tinh tảo trong họ Desmidiaceae, thuộc chi Euastrum.